# Lingua anem
La lingua anêm è una lingua parlata nel nordest della Nuova Britannia, isola dell'Arcipelago di Bismarck in Papua-Nuova Guinea. I locutori erano circa 550 nel 2003 distribuiti tra cinque villaggi: Malasoŋo (dove si parla anche la lingua bariai), Karaiai, Mosiliki, Pudêlîŋ, Atiatu (dove si parla anche la lingua lusi) e Bolo (dove si parla anche la lingua aria), inoltre ci sono altre persone che la parlano in località circostanti.

## Classificazione
Per la maggior parte degli studiosi, l'Anem è da considerare una lingua isolata all'interno delle lingue papuasiche, sono state però proposte altre classificazioni.
Il linguista Stephen Wurm aveva ipotizzato nel 1975 l'esistenza della famiglia linguistica delle lingue papuasiche orientali, formata da una quarantina di lingue, tra cui ci sarebbe stato anche l'Anem. Questa ipotesi però, sembra essere stata abbandonata.

Stephen Ross altro importante studioso delle lingue dell'Oceania, ha proposto nel 2005, basandosi soprattutto sulla similitudine del sistema pronominale, l'ipotesi dell'esistenza di una famiglia linguistica, da lui denominata delle lingue yele-nuova britannia occidentale (Yele – West New Britain in inglese), formata da sole tre lingue: l'anem e la lingua pele-ata (o wasi) della Nuova Britannia, e la lingua yele parlata sull'isola Rossel nell'Arcipelago delle Luisiadi. Questa proposta ha ricevuto un'approvazione solo parziale da parte della comunità scientifica, tra coloro che l'hanno accettata c'è anche Ethnologue, infatti, nella 16ª edizione del 2009 ha abbandonato l'ipotesi di classificazione di Wurm che aveva utilizzato fino all'edizione precedente ed ha adottato quella di Ross.

## Descrizione linguística
L'anem è una Lingua nominativo-accusativa del tipo Soggetto Verbo Oggetto (SVO). Le domande si effettuano solo con un cambiamento dell'intonazione, senza mutare l'ordine della sintassi. La negazione e l'aspetto verbale si evidenziano tramite marcatori collocati alla fine della frase. Non esistono marcatori del tempo nella coniugazione dei verbi anche se vi sono tre distinzioni di modo (reale, irreale ed esortativo). Il reale si riferisce a ciò che è successo o sta succedendo; l'irreale se riferisce o al futuro o a situazioni ipotetiche, mentre l'esortativo (o imperativo) si usa solo in terza persona per impartire ordini.